# Anchoa spinifer
Anchoa spinifer är en fiskart som först beskrevs av Valenciennes, 1848.  Anchoa spinifer ingår i släktet Anchoa och familjen Engraulidae. Inga underarter finns listade i Catalogue of Life.